# Joan Thiele
Alessandra Joan Thiele (Desenzano del Garda, 21 de septiembre de 1991) es una cantautora italiana.
En 2023 ganó el David de Donatello a la mejor canción original y obtuvo una nominación al Nastro d'argento a la mejor canción original por Proiettili (ti mangio il cuore), canción que interpretó con Elodie y banda sonora de la película Ti mangio il cuore.

## Biografía

### Infancia y primeros años
Nacida en 1991 en Desenzano del Garda de madre italiana originaria de Nápoles y padre suizo (trasplantado a Canadá) de origen colombiano, creció entre su ciudad natal y Cartagena, Colombia.
Dio sus primeros pasos en la música en Londres, antes de trasladarse definitivamente a Milán para seguir una carrera como cantante. En 2015, lanzó una versión de Hotline Bling del rapero Drake.

### 2016-2020:Joan Thiele,TangoyOperazione oro

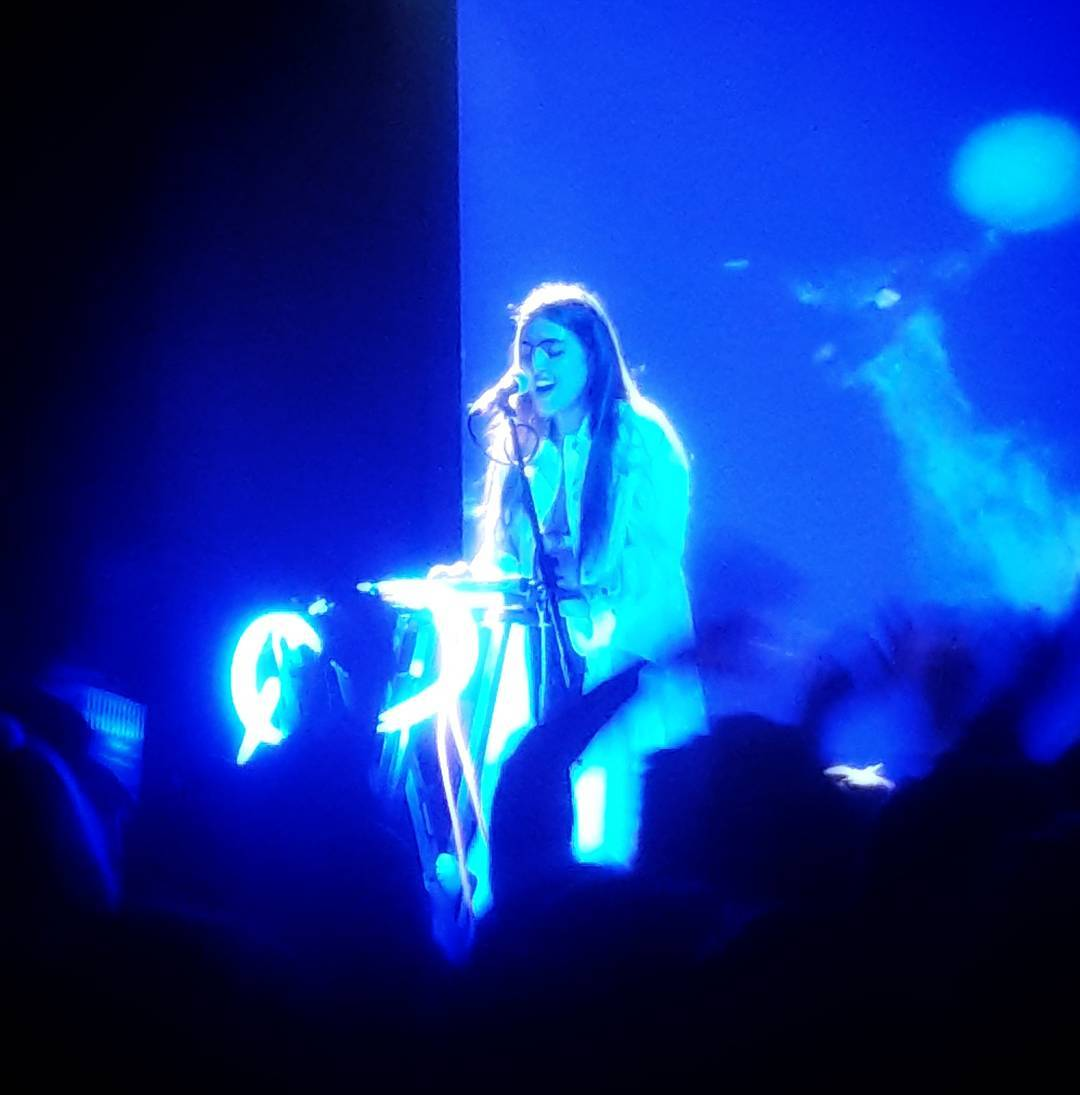
Joan Thiele en 2017

En 2016 se publicó el primer tema inédito Save Me, editado por el sello Universal Music Italia y parte del primer EP, del homónimo Joan Thiele. Le siguieron en orden otros dos sencillos que triunfaron en la radio: Taxi Driver y Armenia .
En 2018 lanzó su álbum debut, Tango, precedido por los sencillos Fire y Polite. En 2018 tocó en el Festival Sziget de Budapest en el Lightstage. En 2019 colaboró con Myss Keta, junto a Elodie y Priestess, en la nueva versión de Le ragazze di Porta Venezia.
En marzo de 2020 colaboró con el rapero Nitro en el sencillo No Privacy / No Caption Needed del álbum GarbAge, contribuyendo a cantar el estribillo de la segunda parte No caption needed, y lanzó su segundo EP y primer trabajo íntegramente en italiano, Operazione oro, anticipado por los sencillos Le vacanze, Puta y Bambina.

### 2021-2023:Atti
En febrero de 2021 apareció en el álbum OBE de Mace, apareciendo en la canción Senza fiato junto a Venerus. El día 12 del mismo mes lanzó el sencillo Atto I - Memoria del futuro, compuesto por dos canciones: Cinema y Futuro wow, producido por Mace, Venerus y Ceri. El 30 de abril de 2021 lanzó el sencillo Atto II - Disordinato spazio, con Tuta blu y Scilla. El 22 de octubre de 2021 lanzó el single Atto III - L'errore, la tercera y última parte de este proyecto, que contiene Errori y Sotto la pelle.
El 20 de mayo de 2022 lanzó la colección Atti, que incluye los tres EP lanzados hasta ese momento. El 16 de septiembre salió el single Proiettili (ti mangio il cuore), en colaboración con Elodie, con quien participó en la composición junto a Elisa y Emanuele Triglia. La canción fue luego incluida en la banda sonora de la película Ti mangio il cuore, protagonizada por la propia Elodie, mientras que en 2023 fue galardonada con el David de Donatello a la mejor canción original y nominada al Nastro d'argento a la mejor canción original. El 25 de marzo del mismo año se lanzó su colaboración en el sencillo Verdad de Años Dorados con Ele A.

### 2024-presente: Festival de San Remo 2025 yJoanita
En abril de 2024 volvió a colaborar con el productor Mace para el sencillo Viaggio contro la paura (contenido en el álbum Māyā), en el que colaboró con el rapero Gemitaiz. El 6 de diciembre del mismo año lanzó su nuevo sencillo Veleno.
En febrero de 2025 participó por primera vez en la competición del 75° Festival de San Remo con la canción Eco, que terminó en el vigésimo lugar al final del evento La canción luego alcanzó la trigésima segunda posición en el ranking de los mejores singles. El 14 de febrero, durante la cuarta velada dedicada a las versiones, hizo un dueto con Frah Quintale cantando la canción Che cosa c'è de Gino Paoli, que ocupó el vigésimo tercer puesto. El 21 de febrero lanzó su segundo álbum de estudio Joanita, su primer proyecto realizado íntegramente en italiano, precedido por los sencillos Veleno y Eco.

## Discografía

### Álbumes de estudio
- 2018 – Tango
- 2025 – Joanita

### Colecciones
- 2022 – Atti

## Giras
- 2021 – Joan Thiele Estate 2021
- 2022 – Joan Thiele Estate 2022

## Participación en certámenes de canto
- Festival de San Remo (Rai 1)
  - 2025 – 20º puesto en la sección "Campeones" con Eco

## Premios y reconocimientos
- David de Donatello
  - 2023 – David di Donatello a la mejor canción original por Proiettili (ti mangio il cuore)[1][33]
- Nastro d'argento
  - 2023 – Nominación a mejor canción original por Proiettili (ti mangio il cuore)[2]